# ورزشگاه کویتزنبورگ
ورزشگاه کویتزنبورگ (به لاتین: Coetzenburg Stadium) یک ورزشگاه در آفریقای جنوبی است که در استلنبوش واقع شده‌است.